# Atenizus castaneus
Atenizus castaneus är en skalbaggsart som beskrevs av Martins 1981. Atenizus castaneus ingår i släktet Atenizus och familjen långhorningar.
Artens utbredningsområde är Venezuela. Inga underarter finns listade.